# Lista localităților din Muntenegru (A)
| Lista localităților din Muntenegru - A | Lista localităților din Muntenegru - A | Lista localităților din Muntenegru - A | Lista localităților din Muntenegru - A |
| Localitate                             | Comună                                 | Regiune sau microregiune               |                                        |
| -------------------------------------- | -------------------------------------- | -------------------------------------- | -------------------------------------- |
| Alići                                  | Pljevlja                               |                                        |                                        |
| Ambula                                 | Ulcinj                                 |                                        |                                        |
| Andrijevica                            | Andrijevica                            |                                        |                                        |
| Andželati                              | Andrijevica                            |                                        |                                        |
| Arbnež                                 | Bar                                    |                                        |                                        |
| Arza                                   | Podgorica                              |                                        |                                        |
| Azane                                  | Berane                                 |                                        |                                        |